# Linognathus fahrenholzi
Linognathus fahrenholzi är en insektsart som beskrevs av Paine 1914. Linognathus fahrenholzi ingår i släktet Linognathus och familjen nötlöss. Inga underarter finns listade i Catalogue of Life.